# حصواء
كَرْفَسُ المَاءِ  أو الكَرْفَسُ المَائِيُّ أو الكَرْفَسُ الآجَامِيُّ أو أنس النفس أو قُرَّةُ العَيْنِ أو جِرْجِيرُ المَاءِ أو الصَّدَاءُ أو الصَّدَى أو الحَصْوَاءُ (باللاتينية: Sium latifolium) هو نوع نباتي عشبي مائي معمر يتبع جنس كرفس الماء من الفصيلة الخيمية.

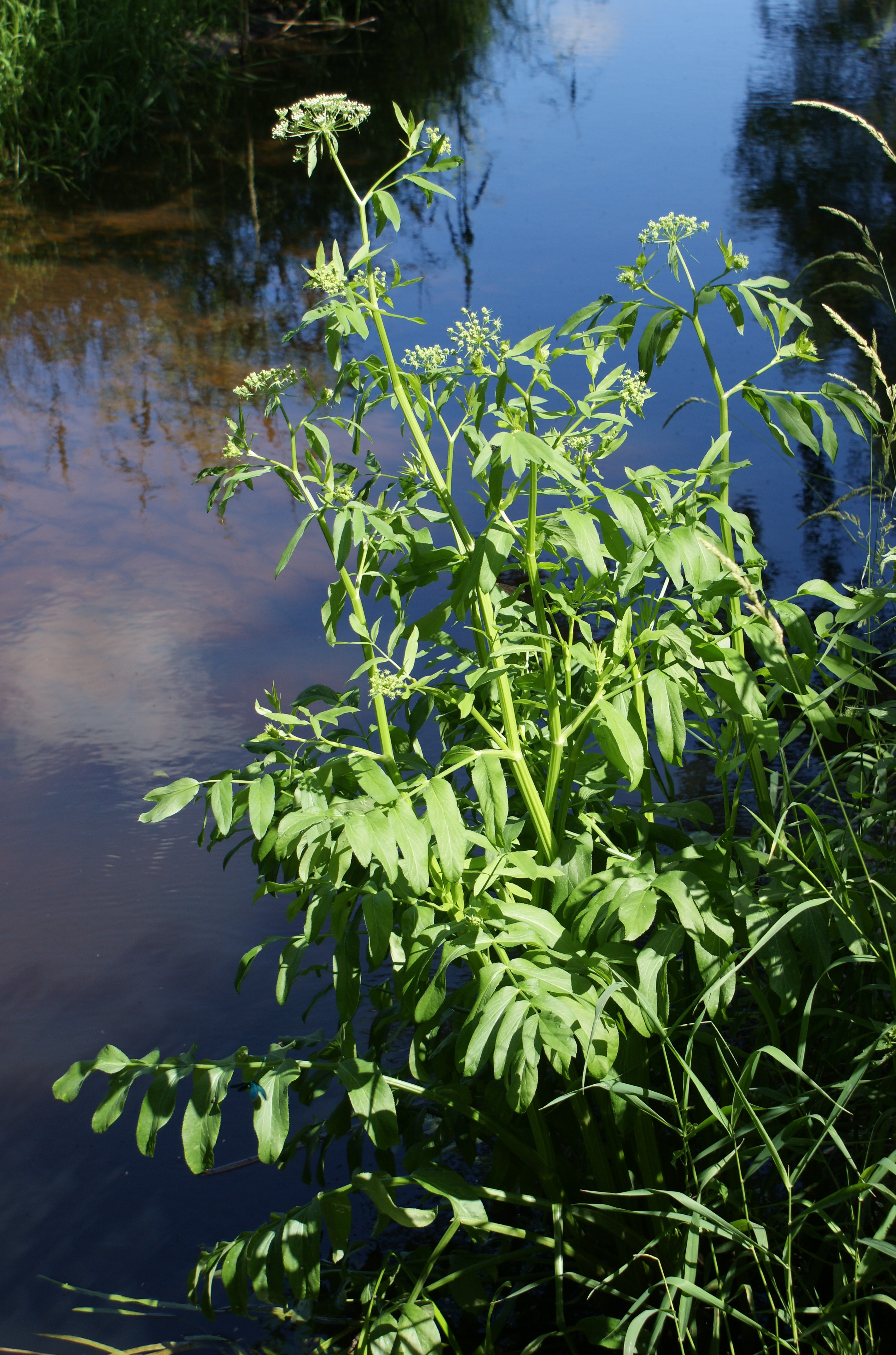
الحصواء

## الموئل والانتشار
موطنه معظم مناطق أوروبا، وذكر داود الأنطاكي في تذكرته وجوده في مصر والشام.